# 함창초등학교 영동분교
함창초등학교 영동분교는 대한민국 경상북도 상주시 함창읍 태봉리에 있었던 초등학교이다.

## 연혁
- 1949년 10월 24일 영동공립국민학교 개교
- 1996년 3월 1일 영동초등학교로 개칭
- 1999년 9월 1일 함창초등학교 영동분교장
- 2007년 3월 1일 폐교